# Richard Butler (General, 1870)
Sir Richard Harte Keatinge Butler KCB, KCMG (* 28. August 1870; † 22. April 1935) war ein britischer Offizier der Army, zuletzt Lieutenant-General.

## Leben
Butler wurde als Sohn des Militärarztes Colonel E. R. Butler geboren und an der Harrow School und dem Royal Military College, Sandhurst ausgebildet. 1890 wurde er als Second Lieutenant ins Dorsetshire Regiment aufgenommen und dort 1892 zum First Lieutenant und 1894 zum Captain befördert. Im Zweiten Burenkrieg diente er als Adjutant und bei der berittenen Infanterie. Hierbei erwarb den Brevet-Rang eines Majors. 1906 schloss er das Staff College ab und war ab 1911 Generalstabsoffizier (GSO2) beim Aldershot Command. Die Beförderung zum Lieutenant Colonel erfolgte 1913.
Zu Beginn des Ersten Weltkriegs befehligte er das 2. Bataillon der Lancashire Fusiliers als Teil der 4th Division der British Expeditionary Force. Er übernahm im November 1914 die 3rd Infantry Brigade und wurde 1915 Stabschef (BGGS) des I Corps unter Charles Monro. Im Juni 1915 holte ihn sein Förderer Douglas Haig in den Stab seiner First Army. Er erhielt den Rang eines Major-General und wurde von Haig, als dieser im Dezember 1915 den Oberbefehl über die B.E.F. übernahm, als sein Stabschef vorgeschlagen, was Haigs Vorgesetzter William Robertson aber verhinderte. Butler wurde stattdessen stellvertretender Generalstabschef der B.E.F. unter Launcelot Kiggell.
Im Februar 1918 erhielt Butler den Befehl über das britische III Corps, das er im Frühjahr 1918 bei der Abwehr der deutschen Michael-Offensive sowie ab Sommer als Teil der Fourth Army unter General Rawlinson in der Schlacht bei Amiens und in der Hunderttageoffensive führte. Nach dem Kriegsende erhielt er den Befehl über eine Division der Rheinarmee, später über die 1st Division in Aldershot. 1923 wurde er zum Lieutenant-General befördert und erhielt 1924 den Befehl über das Western Command der British Army, den er bis 1928 behielt. Bis zu seinem Tod lebte er dann in Shawbury, Shropshire.